# Gårunt show
Gårunt Show var en showgrupp från Köping verksamma under åren 1961–1970. 

## Historik
Gårunt Show bildades 1961 av Bernt Dahlbäck som också blev gruppens frontfigur.  Innan genombrottet bestod gruppen av sångerskan Sonja Hildings, gitarristen Gert "Myggan" Fridh (som blev kvar i gruppen fram till upplösningen 1970), basisten Tore Hellström (fram till 1965) batteristerna Roland Westman och Lennart "Lecke" Hellström.
Gruppen fick sitt genombrott 1963 när de kom tvåa i en talangjakt, segrade gjorde Hootenanny Singers. Den uppsättningen av gruppen bestod av Bernt Dahlbäck, Gert Fridh (gitarr, sång), Tore Hellström (bas, sång) och Tommy Holm (trummor) som sedermera byttes ut mot Bernts bror Erik Dahlbäck (som blev kvar i gruppen till upplösningen februari 1970). Det blev skivinspelningar, turnéer i folkparkerna, framträdanden på krogar och festplatser. Showerna höll ett högt tempo och hade många inslag av imitationer och parodier. Till deras största skivframgångar hör Bagarberta, Juanita Banana, Vi har ingen bananen och Syster Jane.
Gårunt show upplöstes 1970 när Bernt Dahlbäck valde att satsa på en karriär som soloartist. Ett stort antal musiker figurerade i gruppen genom åren förutom ovan nämnda: gitarristerna Rune Furen, Bengt Ove Johnsson, basisterna Kåre Bergman, Ulf Johnsson, Crister Norén, Lars Mohede, Bella Linnarsson, keyboardisterna Valter Rochat, Björn Sandkvist, Jan Anserud, Björn J:son Lindh (som även spelade flöjt), saxofonisterna Tony Westerling, Roffe Bäckman, Torbjörn Eklund, Nisse Sandström, trummisarna Kurre Roxström, Uffe Flink samt Mats Hagström på cello.